# Frank H. Buck
Frank Henry Buck (ur. 23 września 1887 w Vacaville, zm. 17 września 1942 w Waszyngtonie) – amerykański polityk, członek Partii Demokratycznej.

## Działalność polityczna
W okresie od 4 marca 1913 do śmierci 17 września 1942 przez pięć kadencji był przedstawicielem 3. okręgu wyborczego w stanie Kalifornia w Izbie Reprezentantów Stanów Zjednoczonych.